# Lasioglossum percornutum
Lasioglossum percornutum är en biart som först beskrevs av Cockerell 1937.  Lasioglossum percornutum ingår i släktet smalbin, och familjen vägbin. Inga underarter finns listade i Catalogue of Life.